# Список эпизодов мультсериала «Приключения Кота в сапогах»
«Приключения Кота в сапогах» — американский компьютерный анимационный телесериал, главным героем которого является Кот в сапогах из франшизы DreamWorks Animation «Шрек». Премьера мультсериала состоялась 16 января 2015 года на Netflix, когда были выпущены первые пять эпизодов первого сезона. Шестой и последний сезон был выпущен 26 января 2018 года. За шесть сезонов мультсериала «Приключения Кота в сапогах» было выпущено 78 эпизодов.

## Обзор сезонов
| Сезон | Сезон      | Эпизоды    | Эпизоды          | Оригинальная дата выхода | Примечания |
| ----- | ---------- | ---------- | ---------------- | ------------------------ | ---------- |
|       | 1          | 15         | 5                | 16 января 2015           | [ 2 ]      |
| 5     | 1          | 15         | 8 мая 2015       | [ 5 ]                    |            |
| 5     | 1          | 15         | 28 сентября 2015 | [ 6 ]                    |            |
|       | 2          | 11         | 11               | 11 декабря 2015          | [ 7 ]      |
|       | 3          | 13         | 13               | 15 июля 2016             | [ 8 ]      |
|       | 4          | 13         | 13               | 16 декабря 2016          | [ 9 ]      |
|       | Спецвыпуск | Спецвыпуск | Спецвыпуск       | 20 июня 2017             | —          |
|       | 5          | 13         | 13               | 28 июля 2017             | [ 10 ]     |
|       | 6          | 12         | 12               | 26 января 2018           | [ 4 ]      |

## Эпизоды

### Сезон 1 (2015)
| № общий | № в сезоне | Название                  | Режиссёр                     | Автор сценария        | Дата премьеры    |
| --- | ---------- | ------------------------- | ---------------------------- | --------------------- | ---------------- |
| 1 | 1          | «Тайный город» «Hidden»   | Лютер МакЛорин и Лэйн Луэрас | Дуглас Лангдэйл       | 16 января 2015   |
| Кот в сапогах находится в городе, когда он встречает Дульсинею, которую преследуют воры. После того, как он её от них спасает, он помогает ей купить шёлк, и, обеспокоенный тем, что по дороге домой она может подвергнуться очередному нападению, следует за ней в пустыню и через скрытый портал случайно проникает в легендарный город Сан Лоренцо. Там он встречает жителей города, которые много лет живут в тайне. Дульсинея показывает Коту сокровищницу их города. Кот крадёт из хранилища монету, тем самым непреднамеренно разрушая окутавшее город заклинание, сохранящее его в тайне. Теперь он должен защитить город от надвигающихся головорезов. После этого он соглашается остаться жить в городе, чтобы его защищать. |            |                           |                              |                       |                  |
| 2 | 2          | «Сфинкс» «Sphinx»         | Лэйн Луэрас                  | Дуглас Лангдэйл       | 16 января 2015   |
| Кот случайно накормил сирот магическим веществом, которое в конечном итоге заставит их взорваться. Единственное лекарство охраняется Сфинксом, которой Кот бросает вызов — он должен разгадать её загадки, но, вопреки его собственному убеждению, Кот не очень умеет их разгадывать. |            |                           |                              |                       |                  |
| 3 | 3          | «Братья» «Brothers»       | Лэйн Луэрас                  | Грег Уайт             | 16 января 2015   |
| Кот – новый лучший друг Тоби, и это сводит Кота с ума. Когда Тоби похищают его братья-ниндзя, Кот понимает, как сильно он скучает по большому дурачку. К сожалению, братья используют Тоби, чтобы украсть из сокровищницы мощную перчатку, которую они планируют использовать для «безумного зла, братан». |            |                           |                              |                       |                  |
| 4 | 4          | «Герцогиня» «Duchess»     | Дэвид Макки Фассетт          | Джесси Портер         | 16 января 2015   |
| Герцогиня ищет для своей коллекции заклинаний душу Артефиуса, и Кот вынужден его защищать. Оказывается, что между Герцогиней и Артефиусом довольно сложные отношения. |            |                           |                              |                       |                  |
| 5 | 5          | «Приключение» «Adventure» | Лютер МакЛорин               | Бен Экер и Бен Блэкер | 16 января 2015   |
| Кот скучает по старым дням приключений со своим приятелем Джеком Спратом. Опасаясь, что Кот покинет Сан Лоренцо, Дульсинея с сиротами придумывают для него супер-особенный приключенческий сюрприз. Но тут появляется Джек Спрат с обещанием приключения со спасеним девицы в беде… которая оказывается супер страшным монстром. |            |                           |                              |                       |                  |
| 6 | 6          | «Фонтаны» «Fountains»     | Дуглас Лавлэйс               | Дуглас Лангдэйл       | 8 мая 2015       |
| Когда в город приезжает старый наставкик Кота, Белая перчатка (Эль Гуанте Бланко), Кот шокирован тем известием, что тот уходит в отставку. Поэтому, чтобы предотвратить это, Кот, Артефиус и Дульсинея отправляются на поиски источника молодости, который охраняется злой сестрой Сфинкса, Каллистой. |            |                           |                              |                       |                  |
| 7 | 7          | «Храбрость» «Bravery»     | Дэвид Макки Фассетт          | Грег Уайт             | 8 мая 2015       |
| Мэр Теморосо постоянно будит Кота своими параноидальными страхами. В попытке заставить мэра стать храбрее, Кот и Дульсинея нанимают бандитов, чтобы те сделали вид, словно мэр победил их, что и происходит. Почувствова себя храбрецом, мэр становится странствующим героем, в то время место мэра занимает Кот. Только теперь мэр разозлил бандитов и они нападают на город, что кончается странной битвой с бочкой. |            |                           |                              |                       |                  |
| 8 | 8          | «Голем» «Golem»           | Лютер МакЛорин               | Джесси Портер         | 8 мая 2015       |
| Давным-давно Кот разозлил злого волшебника, который создал голема, чтобы тот выследил и убил Кота. Когда голем наконец находит Кота в Сан Лоренцо, Кот должен найти способ заставить голема перестать преследовать его и подчиниться новым приказам. Однако, когда сироты начинают давать голему свои собственные команды, всё выходит из-под контроля. |            |                           |                              |                       |                  |
| 9 | 9          | «Сапоги» «Boots»          | Рой Бёрдин                   | Тэд Стоунс            | 8 мая 2015       |
| Когда Джек Спрат возвращается в город, он обводит Кота вокруг пальца, заставляя того впустить его в сокровищницу, чтобы он смог украсть сапоги 7-й лиги, которые дают своему владельцу невероятную скорость. Единственная проблема заключается в том, что сапоги выпускают демона по имени Дьявольский Ветер, которого Кот и Джек вместе должны победить. |            |                           |                              |                       |                  |
| 10 | 10         | «Меч» «Sword»             | Дэвид Макки Фассетт          | Бен Экер и Бен Блэкер | 8 мая 2015       |
| Дульсинея получает героические силы, когда она вытаскивает из камня волшебный меч, и Кот должен помочь ей научиться контролировать свою силу. |            |                           |                              |                       |                  |
| 11 | 11         | «Мышь» «Mouse»            | Рой Бёрдин                   | Кэнди Келти Лангдэйл  | 28 сентября 2015 |
| Фартоломью Фишфлингер, злой волшебник, превращённый Артефиусом в мышь, приезжает в Сан Лоренцо, чтобы отомстить и снова стать человеком путём кражи душ людей. |            |                           |                              |                       |                  |
| 12 | 12         | «Гоблин» «Goblin»         | Дуглас Лавлэйс               | Джесси Портер         | 28 сентября 2015 |
| В детский приют Сан Лоренцо прибывает озорная гоблинша, она сдруживается почти со всеми сиротами и с Котом, но вскоре выясняется, что она является союзницей Герцогини. |            |                           |                              |                       |                  |
| 13 | 13         | «Звезда» «Star»           | Рой Бёрдин                   | Джулия Йоркс          | 28 сентября 2015 |
| Дульсинея подружилась с волшебной звездой по имени Эстебан (озвучена Джеком Макбрайером) и начинает использовать свои желания, чтобы помогать своим друзьям, только результаты выходят совсем неожиданные. |            |                           |                              |                       |                  |
| 14 | 14         | «Свиньи» «Pigs»           | Дэвид Макки Фассетт          | Грег Уайт             | 28 сентября 2015 |
| Когда Брандт, один из ниндзя-братьев Тоби, убеждается, что остальные находятся под чарами волшебника, он отправляется к Коту за помощью. |            |                           |                              |                       |                  |
| 15 | 15         | «Удача» «Luck»            | Дэвид Макки Фассетт          | Бен Экер и Бен Блэкер | 28 сентября 2015 |
| Гоблин проклинает Кота заклинанием неудачи (из-за которого он превращается в чёрного кота), которое впоследствии вынуждает его покинуть Сан Лоренцо. Кот встречает и сдруживается с тремя чёрными котами, ведущими себя так, словно они отыгрывают персонажей в ролевой игре живого действия. Чёрные коты пытаются убедить Кота в сапогах начать преступную жизнь. |            |                           |                              |                       |                  |

### Сезон 2 (2015)
| № общий | № в сезоне | Название              | Режиссёр       | Автор сценария        | Дата премьеры   |
| --- | ---------- | --------------------- | -------------- | --------------------- | --------------- |
| 16 | 1          | «Дракон» «Dragon»     | Дуглас Лавлэйс | Грег Уайт             | 11 декабря 2015 |
| Кот пытается убить дракона, но передумывает, когда зверь раскрывает свою нежную природу и следует за ним обратно в Сан Лоренцо. |            |                       |                |                       |                 |
| 17 | 2          | «Кроты» «Moles»       | Рой Бёрдин     | Дуглас Лангдэйл       | 11 декабря 2015 |
| Кот и Джек Спрат пытаются забрать драгоценности, зарытые под землёй в Сан Лоренцо, сталкиваясь с гуманоидными кротами и их королём. |            |                       |                |                       |                 |
| 18 | 3          | «Русалка» «Mermaid»   | Бен Ювоно      | Грег Уайт             | 11 декабря 2015 |
| Чтобы доказать, что он является любимчиком дам, Кот спасает отвратительную русалку, которая, к его ужасу, начинает следовать за ним везде, куда бы он ни шёл. |            |                       |                |                       |                 |
| 19 | 4          | «Пчёлы» «Bees»        | Рой Бёрдин     | Кэнди Келти Лангдэйл  | 11 декабря 2015 |
| Кот должен столкнуться со своим страхом перед пчёлами, чтобы остановить жадную волынщицу, которая для этого в начале привела пчёл в деревню. |            |                       |                |                       |                 |
| 20 | 5          | «Отряд» «Squad»       | Дуглас Лавлэйс | Джесси Портер         | 11 декабря 2015 |
| Кот обучает детей-сирот искусству защиты города, чтобы они могли подстраховать его в его отсутствие. Сироты подвергаются суровому испытанию, когда Кота похищает его старый враг. |            |                       |                |                       |                 |
| 21 | 6          | «Заклинания» «Spells» | Бен Ювоно      | Бен Экер и Бен Блэкер | 11 декабря 2015 |
| Попытки Кота восстановить заклинание защиты Сан Лоренцо случайно привели к тому, что он оживил магазин с совиными макраме Артефиуса. |            |                       |                |                       |                 |
| 22 | 7          | «Скимитар» «Scimitar» | Дуглас Лавлэйс | Джесси Портер         | 11 декабря 2015 |
| Для восстановления защиты города нужно вернуть в сокровищницу все украденные сокровища. С их поиском может помочь волшебный жезл, местонахождение которого знает злой меч Скимитар. Кот с Дульсинеей неохотно позволяют ему привести их к жезлу, но меч начинает склонять Дульсинею ко злу. По пути они встречают нового друга Ули, фавна со шведским акцентом.                     |            |                       |                |                       |                 |
| 23 | 8          | «Истории» «Stories»   | Рой Бёрдин     | Бен Экер и Бен Блэкер | 11 декабря 2015 |
| Сироты и Артефиус пытаются задержать Тараниса, бога грома, от того, чтобы он забрал свой осколок грома из городской сокровищницы, рассказывая ему сильно преувеличенные истории о приключениях Кота. |            |                       |                |                       |                 |
| 24 | 9          | «Шарик» «Sphere»      | Дуглас Лавлэйс | Джесси Портер         | 11 декабря 2015 |
| Блестящий шарик Короля кротов ранее лежал в сокровищнице Сан Лоренцо, поэтому Кот решает обменять его на другой, если он сможет вновь соединить вместе короля и его бывшую возлюбленную. |            |                       |                |                       |                 |
| 25 | 10         | «Си» «Si»             | Бен Ювоно      | Грег Уайт             | 11 декабря 2015 |
| Кот должен сразиться с Герцогиней, чтобы получить последнее сокровище Сан Лоренцо – монетку, которую Кот забрал из сокровищницы, из-за чего защитное заклинание Сан Лоренцо и было разрушено. Но счастливого конца не наступило, потому что заклинание не восстановилось, плюс ещё в город прибыл наложивший заклинание волшебник и изгнал Кота за то, что тот разрушил заклинание. |            |                       |                |                       |                 |
| 26 | 11         | «Нет?» «No?»          | Джим Халл      | Дуглас Лангдэйл       | 11 декабря 2015 |
| Волшебник, наложивший защитное заклинание на Сан Лоренцо, изгоняет Кота за разрушение заклинания, но Дульсинея обнаруживает, что волшебник является самозванцем, что заставляет Кота неохотно вернуться. Во время битвы обнаруживается, что волшебник на самом деле – это замаскированый Фартоломью Фишфлингер, который упоминает, что он тайно работает с кем-то ещё.              |            |                       |                |                       |                 |

### Сезон 3 (2016)
| № общий | № в сезоне | Название                             | Режиссёр          | Автор сценария        | Дата премьеры |
| --- | ---------- | ------------------------------------ | ----------------- | --------------------- | ------------- |
| 27 | 1          | «Бесполезные крики» «Bootless Cries» | Джонни Кастушиано | Грег Уайт             | 15 июля 2016  |
| Сан Лоренцо оказался на вершине гигантской статуи Блудвольфа, и выясняется, что вернуться ему помог Ули, который переписал свиток и использовал Фарталомью Фишфлингера для отвлечения внимания. Кот чувствует, что он всех подвёл и решает переквалифицироваться в музыканта. К сожалению, именно в это время в город со своими армиями вторглись Король кротов и Королева Мегамикро, полагая, что за их бедственное положение несёт ответственность Кот. |            |                                      |                   |                       |               |
| 28 | 2          | «Угрюмая земля» «Sullen Earth»       | Джонни Кастушиано | Грег Уайт             | 15 июля 2016  |
| Кот доказывает свою вину в призвании Блудвольфа, но после того, как Ули выпалил как на духу всё, что он делал, Король кротов заключил его в тюрьму. К сожалению, выяснилось, что Ули знает пророчество, указывающее, как остановить Блудвольфа, поэтому Кот пытается вырвать его из плена. |            |                                      |                   |                       |               |
| 29 | 3          | «Гадкая уточка» «Ugly Duckling»      | Джим Халл         | Джулия Йоркс          | 15 июля 2016  |
| Дульсинея убеждает Кота обратиться за помощью к Эль Гуанте Бланко, но, хотя тот и борется со своей неспособностью попросить о помощи, он также начинает завидовать новой протеже своего наставника, Гадкой уточке, которая лучше Кота буквально во всём. |            |                                      |                   |                       |               |
| 30 | 4          | «Мускулы» «The Muscle»               | Бен Ювоно         | Джесси Портер         | 15 июля 2016  |
| Команда отправляется на поиски Голема, чтобы тот послужил «мускулами» в команде, но обнаруживает, что его поработила Герцогиня. Тем временем Кот пытается доказать, что он самый сильный член команды. |            |                                      |                   |                       |               |
| 31 | 5          | «Человек меча» «Sword's Man»         | Бен Ювоно         | Бен Экер и Бен Блэкер | 15 июля 2016  |
| Кот и друзья решают пригласить в команду Трифита и Добромеч, но узнают, что пара распалась. Кот чувствует, что должен стать новым партнёром Меча, и пытается его в этом убедить, а в это время их выследил старый враг, который горит желанием отомстить Коту. |            |                                      |                   |                       |               |
| 32 | 6          | «Козёл отпущения» «Escape Goat»      | Джонни Кастушиано | Кэнди Келти Лангдэйл  | 15 июля 2016  |
| Теперь полностью сформированный Отряд сеньора Кота пытается спасти Ули из Королевства кротов, но Кот старается стать идеальным лидером, умиротворив для этого всех, что усложняет дело. |            |                                      |                   |                       |               |
| 33 | 7          | «Дубликот» «Copy Cat»                | Джим Халл         | Джесси Портер         | 15 июля 2016  |
| В попытке поучаствовать в скачках для двух разных групп сразу, Кот заставил Артефиуса создать «близнеца» самого себя. |            |                                      |                   |                       |               |
| 34 | 8          | «Орлянка» «Coin Toss»                | Джим Халл         | Джесси Портер         | 15 июля 2016  |
| Весь Сан Лоренцо впадает в зависимость от игры в орлянку, начало которой положила Пахуна. |            |                                      |                   |                       |               |
| 35 | 9          | «Король Огурчик» «King Pickles»      | Джонни Кастушиано | Бен Экер и Бен Блэкер | 15 июля 2016  |
| Огурчик ненавидит свой день рождения, поэтому у Кота рождается план сделать его «королём на день», но вскоре всё это превращается в нечто большее, чем просто игра. |            |                                      |                   |                       |               |
| 36 | 10         | «Пиратские трофеи» «Pirate Booty»    | Джим Халл         | Бен Экер и Бен Блэкер | 15 июля 2016  |
| Кот присоединяется к банде пиратов для поиска Короны душ. Из-за того, что их капитан был подавлен потерей своего попугая, Кот постепенно принимает обязанности капитана, несмотря на то, что он совершенно не приспособлен для такой работы. |            |                                      |                   |                       |               |
| 37 | 11         | «Кот-рыба» «Cat Fish»                | Бен Ювоно         | Грег Уайт             | 15 июля 2016  |
| Чтобы помочь Коту справиться с его страхом перед океаном, пираты выбрасывают его за борт, где он воссоединяется с Фиджи и её мужем Брэдом и помогает им в рождении их ребенка. |            |                                      |                   |                       |               |
| 38 | 12         | «Трофей попугая» «Parrot Booty»      | Джонни Кастушиано | Джесси Портер         | 15 июля 2016  |
| Кот и пираты находят захороненное сокровище с Короной душ, но попадают в ловушку, установленную бывшим попугаем капитана. Тем временем в Сан Лоренцо Отряд сеньора Кота случайно напугал сирот и пытается исправить ситуацию, но только её усугубляет. |            |                                      |                   |                       |               |
| 39 | 13         | «Город скелетов» «Skeleton Town»     | Бен Ювоно         | Бен Экер и Бен Блэкер | 15 июля 2016  |
| Вместе с возвращением Короны душ, Кот приводит в Сан Лоренцо группу жутких скелетов, что страшно всех нервирует. |            |                                      |                   |                       |               |

### Сезон 4 (2016)
| № общий | № в сезоне | Название                               | Режиссёр          | Автор сценария        | Дата премьеры   |
| --- | ---------- | -------------------------------------- | ----------------- | --------------------- | --------------- |
| 40 | 1          | «Чувство фамильяра» «Familiar Feeling» | Бен Ювоно         | Кэнди Келти Лангдэйл  | 16 декабря 2016 |
| Так как в Короне душ отсутствует один драгоценный камень, Кот, Дульсинея, Артефиус и Герцогиня отправляются на поиски его частей, которые находятся у ведьм-сестёр Элдрич. Сначала им приходится иметь дело с первой сестрой, Мальвиолой, которая передаст свою часть только в обмен на то, что Кот или Дульсинея станут её фамильяром.                      |            |                                        |                   |                       |                 |
| 41 | 2          | «Во сне» «In Dreams»                   | Джонни Кастушиано | Бен Экер и Бен Блэкер | 16 декабря 2016 |
| Кот попадает в мир снов Маларении Элдрич, которая начинает поглощать его жизненную силу. Дульсинея должна разбудить Кота до того, как он заснёт навсегда. |            |                                        |                   |                       |                 |
| 42 | 3          | «Флейтиус максимус» «Fluteus Maximus»  | Джим Халл         | Джесси Портер         | 16 декабря 2016 |
| Перехитрив Пайпер, также известную как Малифлуа, третью из сестёр Элдрич, Кот и его друзья обнаруживают существование четвёртой сестры – Герцогини, также известной под именем Малдонна. |            |                                        |                   |                       |                 |
| 43 | 4          | «Время охоты» «Prey Time»              | Бен Ювоно         | Джулия Йоркс          | 16 декабря 2016 |
| После странного исчезновения Кота Сан Лоренцо впадает в панику и ищет его без сна и отдыха. Тем временем Кот обнаруживает, что он оказался один на тропическом острове, а вскоре и понимает, что кто-то или что-то на него охотится. |            |                                        |                   |                       |                 |
| 44 | 5          | «Исключительно хорош» «Breaking Good»  | Джонни Кастушиано | Грег Уайт             | 16 декабря 2016 |
| Ули переменивает у Дульсинеи класс для заблудших воров, порождая в Сан Лоренцо хаос. |            |                                        |                   |                       |                 |
| 45 | 6          | «Писатель» «Written By»                | Рой Бёрдин        | Джесси Портер         | 16 декабря 2016 |
| Дульсинея ищет своего любимого автора Мигеля А. Анданте для получения информации о Короне душ. Однако выясняется, что книга Дульсинеи, на которой та основывала всю свою жизнь, написана не Мигелем, а Мигелой, и она разрушила её карьеру, поэтому Мигела её ненавидит и это приводит Дульсинею к безумству. Тем временем за голову Кота назначили награду. |            |                                        |                   |                       |                 |
| 46 | 7          | «Необычное чудовище» «Fancy Beast»     | Бен Ювоно         | Джесси Портер         | 16 декабря 2016 |
| Кот, Дульсинея, Мигела и Ули, чтобы заполучить книгу о Короне душ, должны связаться с троллем-людоедом, изображающим из себя аристократа. |            |                                        |                   |                       |                 |
| 47 | 8          | «Приход титана» «Titan Up»             | Рой Бёрдин        | Джулия Йоркс          | 16 декабря 2016 |
| Бог грома Таранис просит у Кота помощи в том, чтобы помешать Царю Богов уничтожить всех смертных. |            |                                        |                   |                       |                 |
| 48 | 9          | «Кабаньи игры» «Boar Games»            | Джонни Кастушиано | Джесси Портер         | 16 декабря 2016 |
| За наградой за голову Кота пришла старая подруга Пахуны и Пахуна делает всё возможное, чтобы её встреча с Котом не состоялась. |            |                                        |                   |                       |                 |
| 49 | 10         | «Небольшое изменение» «Small Change»   | Бен Ювоно         | Джулия Йоркс          | 16 декабря 2016 |
| Кот и его друзья разыскивают сестру Сфинкса, Каллисту, для получения информации об Обелиске ночи. |            |                                        |                   |                       |                 |
| 50 | 11         | «Маленький барашек» «Little Lamb»      | Рой Бёрдин        | Джесси Портер         | 16 декабря 2016 |
| Кот и его друзья заключают сделку с барашком Энгусом, чтобы в обмен на Обелиск ночи воссоединить того с его подругой Мэри. |            |                                        |                   |                       |                 |
| 51 | 12         | «Обелиск» «The Obelisk»                | Джонни Кастушиано | Грег Уайт             | 16 декабря 2016 |
| По возвращении в Сан Лоренцо Кот со своими друзьями обнаруживают, что в их отсутствие город захватил Эль Моко. Разобравшись с Эль Моко, они находят Обелиск ночи и тогда-то и выясняется, что пророчеством выбрана Дульсинея. |            |                                        |                   |                       |                 |
| 52 | 13         | «Блудвольф» «The Bloodwolf»            | Бен Ювоно         | Дуглас Лангдэйл       | 16 декабря 2016 |
| После возвращения Блудвольфа Дульсинея узнаёт, что ей нужно сделать трудный выбор, чтобы его остановить. |            |                                        |                   |                       |                 |

### Специальный выпуск (2017)
| № общий | Название                                                                           | Режиссёр                       | Автор сценария              | Дата премьеры |
| --- | ---------------------------------------------------------------------------------- | ------------------------------ | --------------------------- | ------------- |
| 53 | «Кот в книге: в ловушке эпической истории» «Puss in Book: Trapped in an Epic Tale» | Рой Бёрдин и Джонни Кастушиано | Дуглас Лангдэйл и Грег Уайт | 20 июня 2017  |
| Во время миссии со сражением с ниндзя Кот находит сказочную книгу. Открыв её, он оказывается в ловушке, и, чтобы освободить его, зритель должен решить, что делать Коту в ситуациях, с которыми он сталкивается. |                                                                                    |                                |                             |               |

### Сезон 5 (2017)
| № общий | № в сезоне | Название                                                | Режиссёр          | Автор сценария       | Дата премьеры |
| --- | ---------- | ------------------------------------------------------- | ----------------- | -------------------- | ------------- |
| 54 | 1          | «Второй после первой» «Second to One»                   | Дэн Форгиони      | Грег Уайт            | 28 июля 2017  |
| После победы над Блудвольфом Отряд сеньора Кота распадается. Поскольку Дульсинея была Избранной из пророчества, Кот делает её героем города и после экзистенциального кризиса решает стать её напарником. Это, конечно же, приводит только к ещё большим проблемам. |            |                                                         |                   |                      |               |
| 55 | 2          | «Не учения» «Not a Drill»                               | Рой Бёрдин        | Джулия Йоркс         | 28 июля 2017  |
| Пока Артефиус не спеша работает над заклинанием для запечатывания портала в Потустороний мир, Кот тренирует горожан, чтобы они могли защитить себя от монстров, которые выйдут наружу и с этой целью просит сирот создать искусственного монстра для тренировки. Горожане не воспринимают упражнение слишком серьёзно, что приводит к проблемам, когда чудовище из папье-маше оказывается настоящим существом… |            |                                                         |                   |                      |               |
| 56 | 3          | «Кабалло Син Кабеса» «Caballo Sin Cabeza»               | Джонни Кастушиано | Джесси Портер        | 28 июля 2017  |
| Несмотря но то, что Эймса все в городе игнорируют, внезапно его начинают замечать из-за ещё одного существа, появившегося из портала в Потустороний мир – безголовой лошади Кабалло Син Кабесы. Лошадь пытается найти идеальную голову и с помощью волшебства крадёт головы людей, в том числе Эймса, и время, отведённое Коту на то, чтобы спасти Эймса, ограничено, поскольку, если голова вовремя не вернётся к своему первоначальному телу, тело умрёт! |            |                                                         |                   |                      |               |
| 57 | 4          | «Мой честный демон» «My Fair Demon»                     | Дэн Форгиони      | Джулия Йоркс         | 28 июля 2017  |
| Когда Дульсинея объявила среди сирот конкурс добрых дел с наградой для того, кто выполнит их больше всего, Кот так же решает принять в нём участие и, более того, победить. Однако всё начинает идти наперекосяк, когда из Потустороннего мира прибывает добродушный демон Пигмалион и, чтобы помочь ему вернуться, Кот и другие горожане начинают учить его, как быть злым. |            |                                                         |                   |                      |               |
| 58 | 5          | «Слишком много котов» «Too Many Cats»                   | Рой Бёрдин        | Джесси Портер        | 28 июля 2017  |
| Из Потустороннего мира появляются версии Кота из десятков альтернативных измерений и Кота это не радует. Пока многочисленные Коты развлекаются, как хотят, они не замечают также появившуюся более тёмную и более амбициозную версию Кота. |            |                                                         |                   |                      |               |
| 59 | 6          | «Прежде чем они вылупятся» «Before They Hatch»          | Джонни Кастушиано | Кэнди Келти Лангдэйл | 28 июля 2017  |
| В Сан Лоренцо после годичного изгнания сеньорой Сапатой в Потусторонний мир возвращается подруга Эсме, горгулья Салли. У Салли пропали похожие на драгоценные камни яйца, поэтому Кот, Дульсинея, Салли и Эсме должны найти их, прежде чем из них вылупятся горгулята и устроят форменный хаос. Всё это время сеньора Сапата пытается убедить Эсме, что Салли – плод её воображения. |            |                                                         |                   |                      |               |
| 60 | 7          | «Ледяной человек растаял» «The Iceman Melteth»          | Рой Бёрдин        | Джесси Портер        | 28 июля 2017  |
| Из Потустороннего мира прибывает Тим, обиженный на Кота мстительный ледяной монстр. Однако в жарком климате пустыни он начинает таять, что заставляет его понять, что он впустую потратил на месть всю свою жизнь. Кот и Артефиус придумывают различные схемы, чтобы охладить Тима, в то время как Дульсинея помогает ему выполнить все задачи, накопившиеся в его «предсмертном списке желаний». |            |                                                         |                   |                      |               |
| 61 | 8          | «Свиньи и розы» «Swine and Roses»                       | Дэн Форгиони      | Джулия Йоркс         | 28 июля 2017  |
| Сегодня день лорда Криспинтина. В этот день люди в Сан Лоренцо дарят розы своей «половинке». Кот изо всех сил пытается попросить Дульсинея стать его «половинкой», в то время как она изо всех сил пытается попросить о том же Кота. Тем временем из Потустороннего мира появляется банда фей, которые создают в городе проблемы и хитростью пытаются вынудить Тоби присоединиться к ним. Выясняется, что всех этих существ посылает загадочный враг по имени Слепой король, который стремится уничтожить Сан Лоренцо.                                                                                                 |            |                                                         |                   |                      |               |
| 62 | 9          | «Величайшая вонь» «The Great Stink»                     | Дэн Форгиони      | Майкл Ри             | 28 июля 2017  |
| Сан Лоренцо наполняет непонятная вонь, отравляющая его жителей, так что Коту и скелетам (на которых вонь не влияет, поскольку они не имеют носа) вновь нужно спасать город. Вскоре Кот обнаруживает, что запах вызывает монстр, появившийся из Потустороннего мира. |            |                                                         |                   |                      |               |
| 63 | 10         | «Танцы с динго» «Dances with Dingoes»                   | Рой Бёрдин        | Джесси Портер        | 28 июля 2017  |
| Из Потустороннего мира появляется динго по имени Шейла, которая утверждает, что она просто потерялась, когда участвовала в танцевальном конкурсе. Кот, который враждебно относится к Шейле из-за того, что она собака, а также из-за её неортодоксального танцевального стиля, вызывает её на «танцевальную дуэль». Но ставки повышаются, когда Артефиус обнаруживает, что танец Шейлы – это магический ритуал, заставляющий горожан присоединиться к нему и вызвать злое существо по имени К’фоггнарх. В конце же выясняется, что Шейлу контролировал Слепой король, надев ей на лодыжку ножной браслет.              |            |                                                         |                   |                      |               |
| 64 | 11         | «Не вспоминай меня» «Remember Me Not»                   | Джонни Кастушиано | Джулия Йоркс         | 28 июля 2017  |
| Дульсинея случайно обнаружила, что Лил Пикенья, маленькая девочка-сирота, которая в течение всего сезона присутствовала на заднем плане – это шиивра (меняющая форму фея), которую Слепой король отправил собирать информацию о Сан Лоренцо. Она делает это, изменяя воспоминания окружающих и заставляя их помнить, будто она всегда жила в приюте – и теперь она использует эту же самую способность, чтобы все забыли о Дульсинее. Теперь Дульсинея должна заставить своих друзей вспомнить, кто она такая. |            |                                                         |                   |                      |               |
| 65 | 12         | «Сквозь бездонные пещеры» «Through Caverns Measureless» | Джонни Кастушиано | Грег Уайт            | 28 июля 2017  |
| Город собирает команду, чтобы войти в портал в Потусторонний мир и сразиться со Слепым королем. С другой стороны портала все, кроме Кота, получают сверхспособности: Дульсинея получает сверх-силу, Тоби может летать, у Артефиуса открываются способности к телекинезу, а Бабьенка теперь умеет говорить, а также приобретает ржание баньши. По ту сторону портала все они встречаются и объединяются с Гекатой, волшебницей, которая была помощницей предыдущей правительницы Потустороннего мира, но Кот начинает чувствовать себя ненужным, поскольку его друзья теперь обладают лучшими способностями, нежели он. |            |                                                         |                   |                      |               |
| 66 | 13         | «Нетронутое место» «A Savage Place»                     | Дэн Форгиони      | Дуглас Лангдэйл      | 28 июля 2017  |
| Как выясняется, Слепым королём является злой кот из альтернативной вселенной из более раннего эпизода, который, когда его бросили в портал, потерял зрение, но получил силу контролировать разум. Несмотря на все свои способности команда терпит поражение, но Кот, понимав, что он является её сердцем, объединяет её, чтобы спасти ситуацию. После освобождения Лил Пикеньи – которая и была первоначальной правительницей Потустороннего мира – и низложения Слепого короля, они возвращаются в Сан Лоренцо, но находят там рядом с порталом надгробия со своими собственными именами.                             |            |                                                         |                   |                      |               |

### Сезон 6 (2018)
| № общий | № в сезоне | Название                                                    | Режиссёр          | Автор сценария               | Дата премьеры  |
| --- | ---------- | ----------------------------------------------------------- | ----------------- | ---------------------------- | -------------- |
| 67 | 1          | «Спасти город» «Save the Town»                              | Рой Бёрдин        | Джесси Портер                | 26 января 2018 |
| Кот, Дульсинея, Артефиус, Тоби и Бабьенка вернулись из Потустороннего мира, но в нормальном мире прошёл целый год и их всех считают погибшими. Сан Лоренцо наводнили воры во главе с Эль Моко, который планирует разрушить город. Кот должен собрать рассеянных сан-лоренцийцев до того, как их любимый дом будет превращён в руины. |            |                                                             |                   |                              |                |
| 68 | 2          | «Спасти кота» «Save the Cat»                                | Джонни Кастушиано | Джулия Йоркс                 | 26 января 2018 |
| Чтобы собрать разбежавшихся сан-лоренцийев, Кот с друзьями должен провести серию обменов. Успешно выполнив все поручения, Кот отправляется сражаться с Эль Моко. |            |                                                             |                   |                              |                |
| 69 | 3          | «Потерянная и подкидыши» «Lost and Foundlings»              | Дэн Форгиони      | Джесси Портер                | 26 января 2018 |
| В Сан Лоренцо возвращается Герцогиня с целью усыновить одного из сирот, чтобы создать собственную семью. Дети, не желая уходить, стараются изо всех сил не произвести впечатление на Герцогиню, а Артефиус пытается унять её гнев по отношению к нему. Кроме того, Сан Лоренцо начинает страдать от землетрясений. |            |                                                             |                   |                              |                |
| 70 | 4          | «Алая Пантера» «The Scarlet Panther»                        | Джонни Кастушиано | Джулия Йоркс                 | 26 января 2018 |
| Печально известный ростовщик по имени Алая Пантера утверждает, что сапоги Кота принадлежали ему. Кот уступает свои сапоги, но вместе с ними теряет и свою личность. |            |                                                             |                   |                              |                |
| 71 | 5          | «Пахуна служит духам» «Pajuna Serves Spirits»               | Боб Суарес        | Майкл Ри                     | 26 января 2018 |
| Чтобы развлечь скучной ночью Кота, Дульсинею, Артефиуса, Герцогиню и детей, Пахуна демонстрирует свои способности медиума. К сожалению, она случайно вызывает мстительных призраков, которые могут брать под контроль живых существ и использовать их в качестве сосуда для своих душ. Единственный способ изгнать такого духа из человека – исполнить самое сокровенное желание сердца этого человека.                                                                                  |            |                                                             |                   |                              |                |
| 72 | 6          | «Последняя работёнка» «One Last Jobs»                       | Джонни Кастушиано | Джесси Портер                | 26 января 2018 |
| Старая подруга Пахуны, Роз, приглашает её на серию «финальных» заданий, поэтому Кот принимает на себя руководство «Коровой и Луной», но быстро понимает, что это далеко не такая лёгкая работа, как ему первоначально казалось. |            |                                                             |                   |                              |                |
| 73 | 7          | «Подобно лису» «Like a Fox»                                 | Боб Суарес        | Джулия Йоркс                 | 26 января 2018 |
| В Сан Лоренцо приезжает герой Дульсинеи – Гай Фокс – и предлагает взять её в своё следующее приключение. Полностью осознав свои романтические чувства к Дульсинее, Кот испытывает жгучие приступы ревности, хотя и пытается её скрыть. Но является ли Гай тем, кем он кажется? |            |                                                             |                   |                              |                |
| 74 | 8          | «Не свидание» «Not a Date»                                  | Боб Суарес        | Джесси Портер и Джулия Йоркс | 26 января 2018 |
| Кот и Дульсинея решили устроить пикник у озера, но махинации их друзей заставляют их обоих объявить, что это сугубо платоническая прогулка, хотя они оба хотели бы иного. |            |                                                             |                   |                              |                |
| 75 | 9          | «Сбор лодки» «Flock the Boat»                               | Дэн Форгиони      | Эдуардо Пенна                | 26 января 2018 |
| Интенсивность землетрясений усиливается и происходят они уже не только в Сан Лоренцо, но и в округе. Тем временем Кот отправляется в приключение с Небесными пиратами, чтобы спасти их капитана. |            |                                                             |                   |                              |                |
| 76 | 10         | «Славься, Кот!» «All Hail, Puss!»                           | Дэн Форгиони      | Грег Уайт                    | 26 января 2018 |
| Чтобы остановить землетрясения, Кот обращается к небесным богам и те наделяют его божественной силой. Сможет ли Кот навсегда положить конец землетрясениям? |            |                                                             |                   |                              |                |
| 77 | 11         | «Перст судьбы пишет» «The Moving Finger Writes»             | Джонни Кастушиано | Дуглас Лангдэйл              | 26 января 2018 |
| Пока мир разваливается буквально на глазах, Кот и Дульсинея должны отыскать Великого мага Сино. В процессе поисков выясняется, что Кливил является второй тульпой, и она приводит их в Запретную цитадель. Достигнув центра цитадели, они находят увядшего и скованного цепью двойника Артефиуса, тёмную сторону личности Сино, в то время как сам Артефиус, как выясняется, являлся светлой стороной Сино. Тёмная и светлая стороны сливаются воедино, формируя истинную сущность Сино. |            |                                                             |                   |                              |                |
| 78 | 12         | «И, написав, двигается дальше» «And, Having Writ, Moves On» | Дэн Форгиони      | Дуглас Лангдэйл              | 26 января 2018 |
| Великий маг Сино рассказывает полную историю Сан Лоренцо, а также то, что должен сделать Кот, чтобы его спасти. |            |                                                             |                   |                              |                |